# George Mourad
George Mourad, född 18 september 1982 i Beirut, Libanon, är en svensk före detta fotbollsspelare. Han är av assyrisk härkomst.

## Klubbkarriär
Mourad, av fansen kallad "Mouradona" eller "Mäktige Mourad", kom till IFK Göteborg från Västra Frölunda IF 2003. Han utvecklades mycket under 2004 och var en av de mest tongivande spelarna på höstsäsongen. Under sitt debutår i Allsvenskan gjorde han sju mål. Han avgjorde flera matcher till Göteborgs fördel och bidrog i hög grad till att klubben hamnade 3:a i sluttabellen. 2005 blev ett mindre lyckat år för George Mourad. Det förekom ett flertal artiklar i kvällstidningarna om att George Mourad skulle lämna IFK Göteborg. En försäljning blev det dock inte, istället blev det en halvårslång utlåning till Serie B-klubben Brescia. Brescia valde att inte köpa loss honom på grund av dålig ekonomi. Återkomsten till Allsvenskan blev en succé för Mourad ända fram tills han blev skadad. Under sina år i IFK Göteborg har han gjort sig populär bland fansen vilka har tillägnat honom egna klacksånger så som "alla heter George i Göteborg" och "Åh ängla-George".
I januari 2008 skrev han på för Willem II i nederländska högstaligan, men Mourad hade svårt att ta en plats i det nederländska laget. I mars 2010 skrev han på ett 1-årskontrakt med norska Tromsø IL, och i början av 2011 lämnade Mourad Tromsø IL för att gå till Portimonense Sporting Clube i den portugisiska andraligan. Vistelsen i Portugal blev dock kortvarig då Mourad i juli samma år skrev på ett kontrakt för klubben Mes Kerman i Iran.
Allsvenska säsongen 2012 spelade George Mourad för Syrianska FC.
I augusti 2013 värvades Mourad till Superettanlaget Örgryte IS. Den 12 december 2013 meddelar Örgryte IS via sin hemsida att Mourad har skrivit på ett kontrakt som sträcker sig över två säsonger. Efter Örgrytes avancemang till Superettan 2016 efter en kvalvinst mot Mjällby AIF förlängde Mourad kontraktet med ytterligare ett år.

## Landslagskarriär
Mourad gjorde landslagsdebut för Sverige 22 januari 2005 i en match mot Sydkorea som slutade 1–1.
2011 bytte Mourad landslag till Syrien.